# Pedro Gomez (periodista)
Pedro Gómez (Miami, 20 de agosto de 1962 - Phoenix, 7 de febrero de 2021) fue un periodista deportivo estadounidense. Trabajó como reportero para ESPN de 2003 a 2021, contribuyendo al programa SportsCenter. Fue principalmente un reportero de béisbol y también fue miembro de la Asociación de Escritores de Béisbol de América que emitió votos electorales para el Salón de la Fama del Béisbol. Cubrió 25 Series Mundiales y 22 Juegos de Estrellas de Grandes Ligas.

## Primeros años
Gómez era hijo de refugiados cubanos, nacido apenas 20 días después de que sus padres llegaran a Estados Unidos en agosto de 1962, dos meses antes de la crisis de los misiles cubanos. Gómez asistió a Coral Park High School en Miami, donde estaba un año por delante del futuro jugador de Grandes Ligas José Canseco. Gómez luego fue al Miami-Dade Community College (campus sur) y la Universidad de Miami.

## Carrera
Gómez escribió para The Miami News de 1985 a 1988 y luego para The San Diego Union de 1988 a 1990. Después de años de cubrir escuelas secundarias y deportes de asignación general en Miami, San Diego y el Área de la Bahía de San Francisco, Gomez se convirtió en un escritor de béisbol de tiempo completo en 1992, cubriendo Oakland Athletics para San Jose Mercury News y Sacramento. Abeja de 1990 a 1997. Esos equipos de Oakland contaron con estrellas como Rickey Henderson, José Canseco y Mark McGwire. Gomez dijo que cubrirlos era como "viajábamos con los [Rolling] Stones".

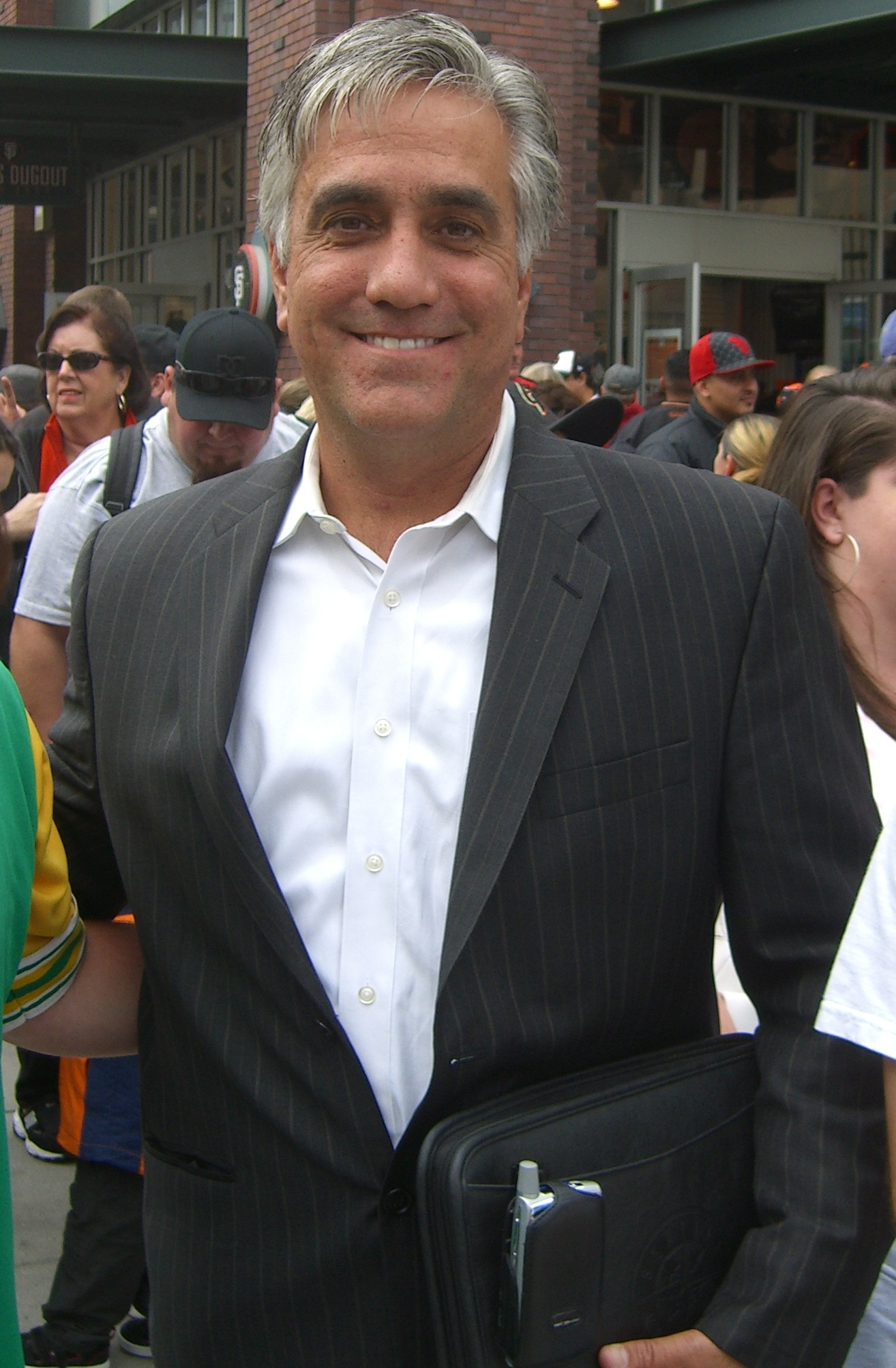
Gomez en 2006.

Gómez adquirió mucha experiencia durante este período de siete años como redactor de periódicos. Su trabajo en Sacramento, San José y más tarde como escritor de béisbol nacional y columnista de deportes generales para la República de Arizona en Phoenix de 1997 a 2003 llevó a que ESPN lo contratara en 2003 para trabajar en SportsCenter. Gomez se especializó en reportajes de béisbol para ESPN y siguió a Barry Bonds durante la mayor parte de tres temporadas mientras Bonds perseguía a Hank Aaron por el récord de jonrones de todos los tiempos de la MLB. El evento favorito de Gómez que cubrió fue el Juego 6 de la Serie de Campeonato de la Liga Nacional 2003, cuando el fanático de los Cachorros de Chicago, Steve Bartman, intentó atrapar una falta contra los Marlins de Miami, quienes anotaron ocho veces en la entrada. En 2016, Gómez viajó a Cuba para cubrir un juego de exhibición entre los Tampa Bay Rays y la selección cubana, la primera visita de un club de la MLB en casi dos décadas. También apareció en Baseball Tonight y otros programas de estudio.
Gómez también cubrió otros deportes además del béisbol, incluido su trabajo como reportero de banda durante la Copa MLS 2008. Cubrió un equipo nacional de fútbol masculino de Estados Unidos en La Habana en 2008.

## Vida personal
Gómez estaba casado y tenía tres hijos. Residía en Phoenix, Arizona. Su hijo Rio jugó béisbol universitario como lanzador zurdo para el equipo de béisbol Arizona Wildcats, antes de comenzar una carrera de béisbol profesional dentro de la organización Boston Red Sox.
Gómez falleció en su casa en Phoenix el 7 de febrero de 2021, a los 58 años.